# Journées européennes de l'archéologie
Pour les articles homonymes, voir JNA.
Les Journées nationales de l’archéologie (JNA) sont organisées par le ministère de la Culture et de la Communication (France), et coordonnées par l’Institut national de recherches archéologiques préventives  (Inrap). 
Elles deviennent en 2020 journées européennes de l'archéologie (JEArcheo), avec la participation des pays membres du Conseil de l'Europe.
Les journées (désormais européennes) de l'archéologie ont pour ambition de sensibiliser les publics les plus divers à l’archéologie, à ses enjeux, à ses métiers, à ses méthodes et à ses lieux. 

## Présentation
Rendez-vous culturel et scientifique national depuis 2010, ces journées visent à sensibiliser le public à la richesse et la diversité du patrimoine archéologique et lui faire découvrir, à travers la visite de chantiers de fouilles, de sites archéologiques, de
collections permanentes et d’expositions dans les musées ou encore de laboratoires, les enjeux contemporains de la recherche archéologique, ses disciplines et ses méthodes. C’est ainsi une rencontre entre les publics les plus divers et l’ensemble des acteurs de l’archéologie qui est encouragée durant ces journées.
Les Journées de l'Archéologie offrent une occasion bien souvent unique de découvrir les chantiers de fouille, habituellement fermés au public,  et de participer à des activités pédagogiques, des initiations  à la fouille et des démonstrations pour faire un premier pas vers cette discipline aux multiples facettes. Autre temps fort dans les grandes villes, l'Inrap organise des « villages l'archéologie » qui sont l’occasion pour tous de découvrir l’actualité des fouilles, les dernières avancées de la recherche et la diversité de la discipline. Ils rassemblent l’Inrap et les acteurs locaux de l’archéologie : archéologues et chercheurs viennent à la rencontre du public pour présenter leur métier  au travers d’activités ludiques et pédagogiques.

## Historique

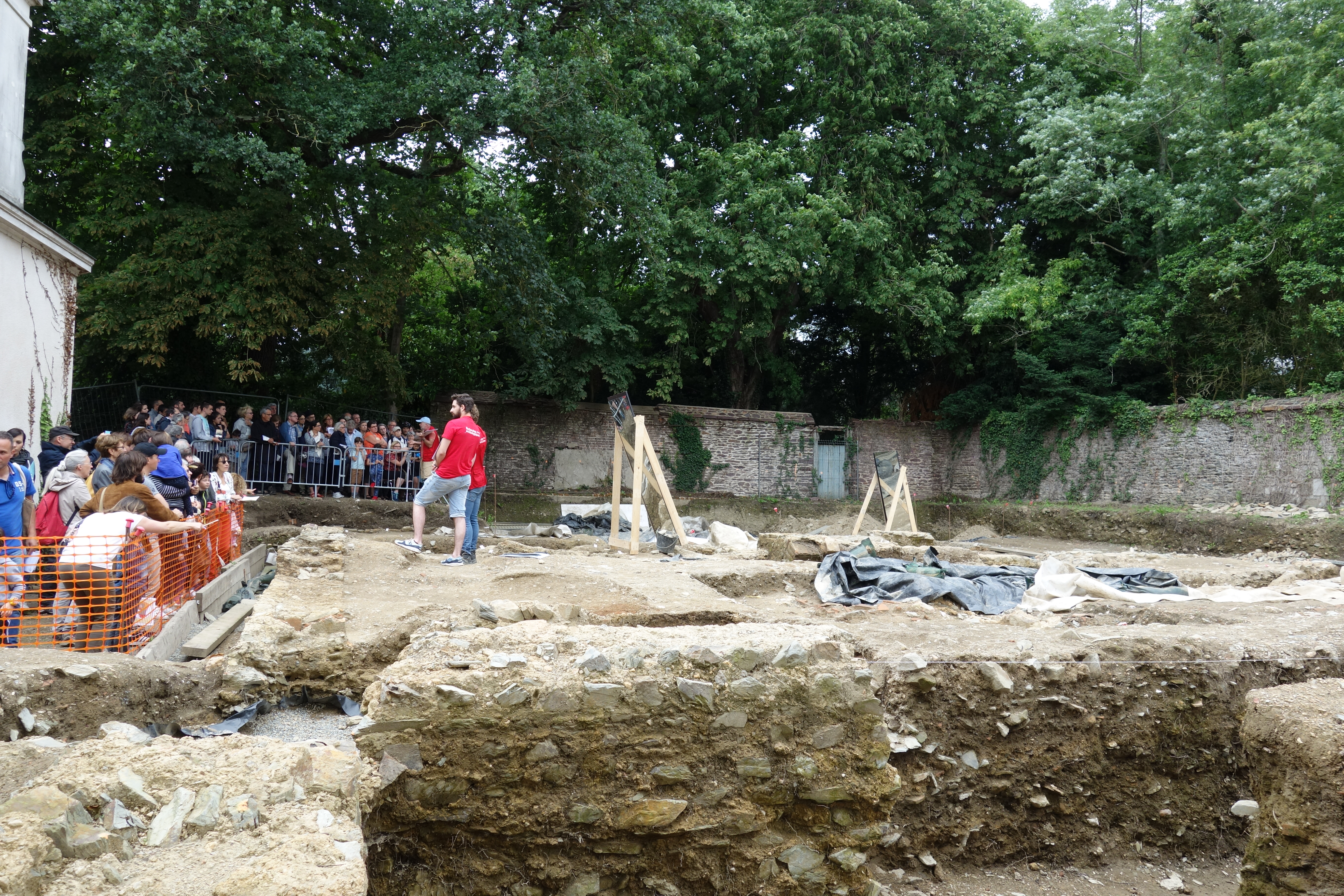
Public accueilli par le personnel de l'Inrap devant les fouilles du parc des Tanneurs à Rennes en 2018.

La première édition des Journées nationales de l'Archéologie se tient sur une journée, le 5 juin 2010, avec plus de deux cents initiatives dans plus de cent villes et villages de France .
L'édition 2011, sur deux jours se tient les 21 et 22 mai 2011. S'étaient associés à cette deuxième édition : musées, monuments historiques, services archéologiques de collectivités territoriales, universités, associations, opérateurs publics ou privés d'archéologie préventive soit près de 700 initiatives. 35 portes ouvertes sur des chantiers de fouille ont notamment attiré près de 15 000 visiteurs sur les 63 000 qui ont fréquenté l'événement .
La 3e édition des Journées nationales de l’Archéologie se tient les 22, 23 et 24 juin 2012 dans plus de 424 lieux en France métropolitaine et dans les départements d'outre-mer. Plus de 80 000 visiteurs ont participé à ce rendez-vous culturel et scientifique qui a proposé plus de 800 manifestations (dont 45 chantiers de fouille exceptionnellement ouverts) dans plus de 300 communes .
L'édition 2013 des JNA se tient les 7, 8 et 9 juin 2013 dans plus de 559 lieux en France métropolitaine et dans les départements d'outre-mer. Plus de 120 000 visiteurs ont participé à ce rendez-vous culturel et scientifique qui proposait plus de 1150 manifestations dans plus de 440 communes, soit une augmentation de la fréquentation de 31% par rapport à 2012.
La cinquième édition des JNA se tient les 6, 7 et 8 juin 2014 dans plus de 570 lieux en France métropolitaine et dans les départements d'outre-mer. 130 000  visiteurs y ont participé, plus de 1100 manifestations dans  420 communes environ ont été proposées, soit une augmentation de la fréquentation de plus de 8 % par rapport à l'année précédente.
L'édition 2015 se tient les 19, 20 et 21 juin 2015. 140 000 visiteurs y ont participé dans plus de 450 communes.
L'édition 2016 se tient les 17, 18 et 19 juin 2016.
La huitième édition des JNA se tient les 16, 17 et 18 juin 2017 et ont vu plus de 650 structures participantes rassembler près de 103 000 visiteurs dans toute la France.
L'édition 2018 se déroule, comme de coutume, la troisième semaine de juin soit les 15, 16 et 17 juin 2018.
La dixième édition s'est déroulée les 14, 15 et 16 juin 2019. 220 000 personnes ont participé à 1600 animations dans 515 communes en métropole et en Outre-Mer et dans 663 lieux. Plus de 500 organisateurs se sont mobilisés, et le site internet dédié a reçu près de 150 000 visites pendant la manifestation. Elle a vu la manifestation s'ouvrir à l'Europe et dix-sept pays y ont participé pour la première fois : Autriche, Allemagne, Belgique, Espagne, Estonie, Italie, Lettonie, Lituanie, Malte, Pologne, Portugal, République d’Irlande, Royaume-Uni, République Tchèque, Slovénie, Slovaquie, Suisse.
En 2020 les Journées Nationales de l'Archéologie deviennent les Journées Européennes de l'Archéologie (JEA), avec la participation des 47 pays membres du conseil de l'Europe.

## Affiches

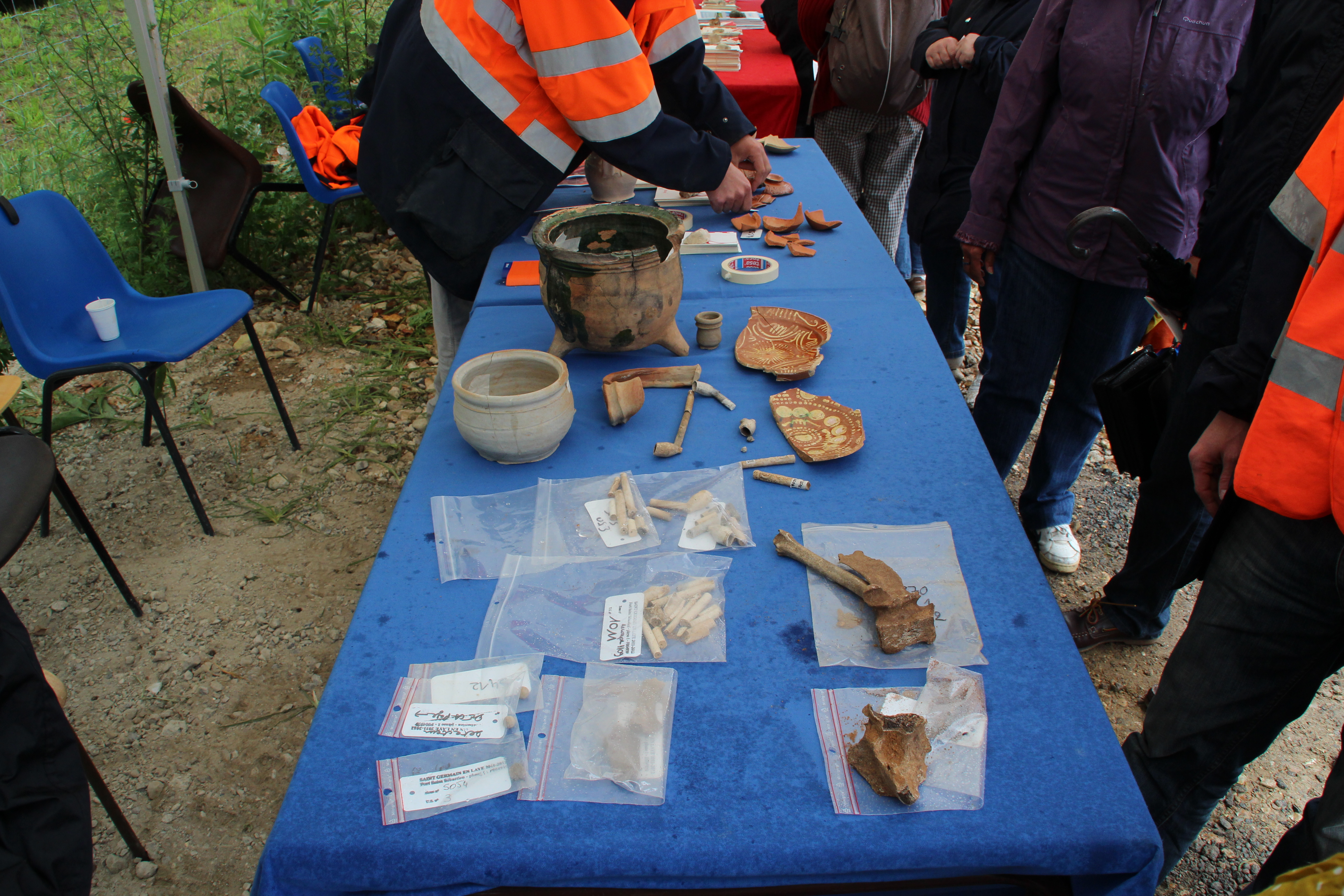
Fort Saint-Sébastien en 2012,
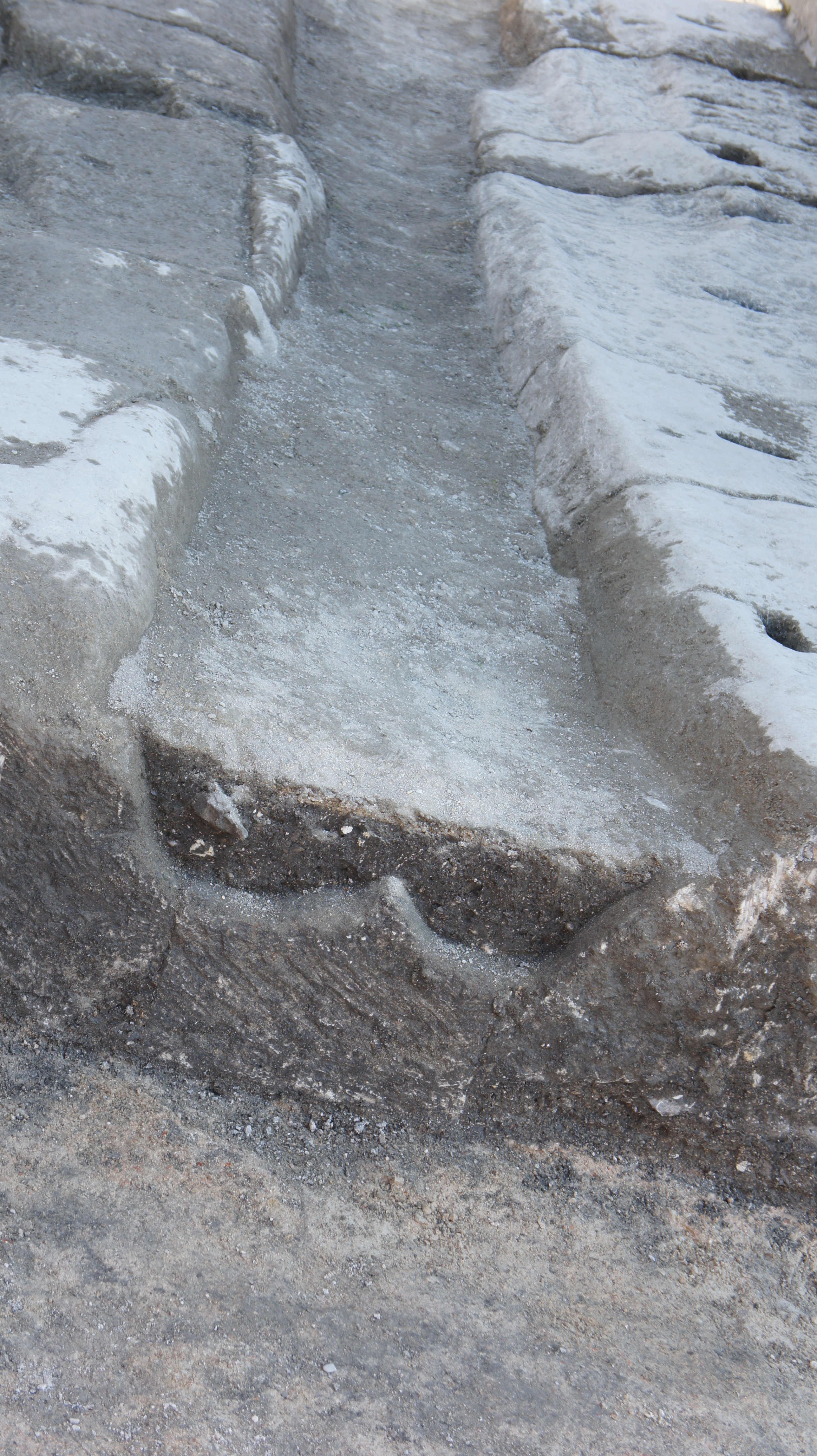
Fouille de la Porte de Mars en 2013,
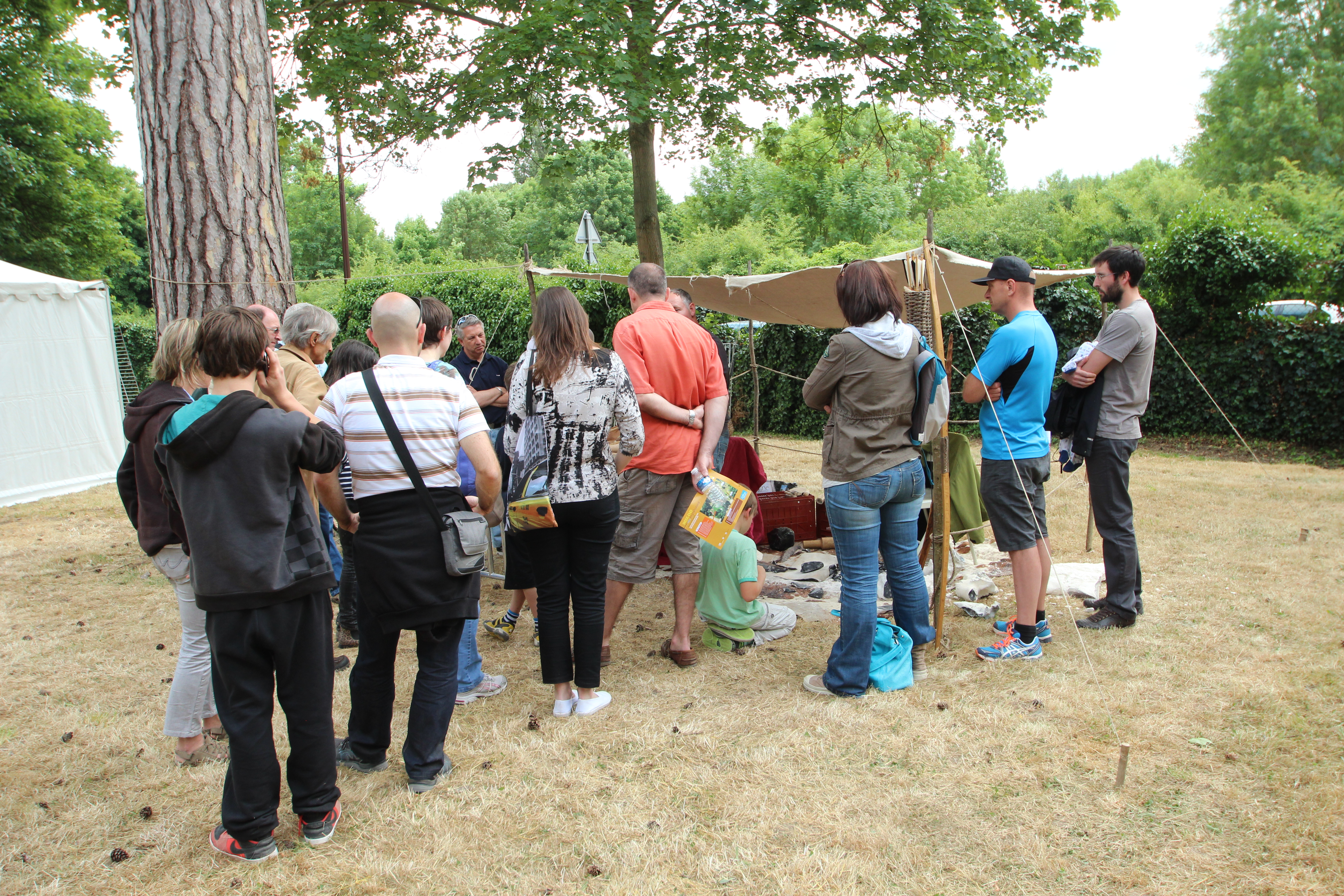
Étiolles en 2015,
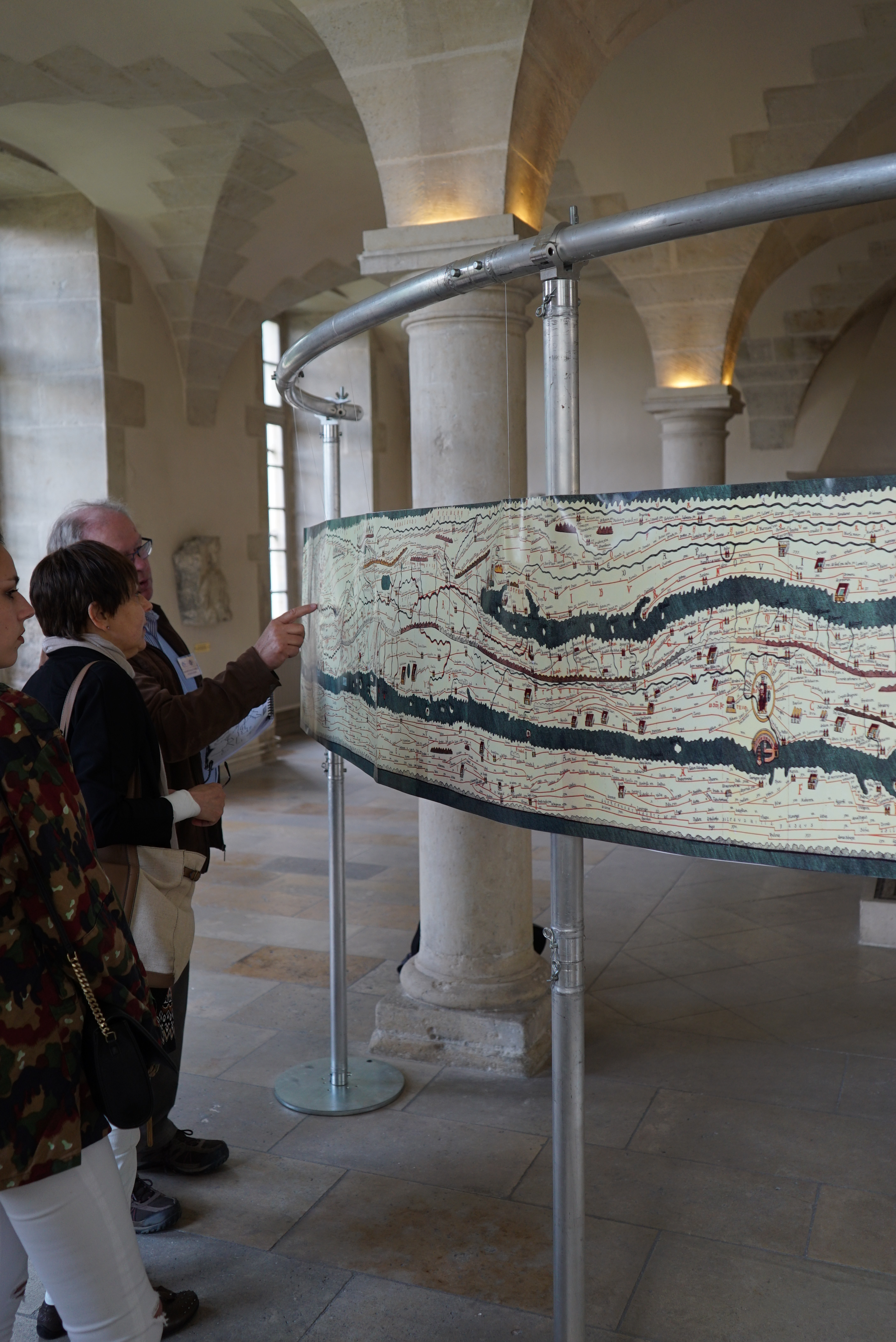
Table de Peutinger, 2016.
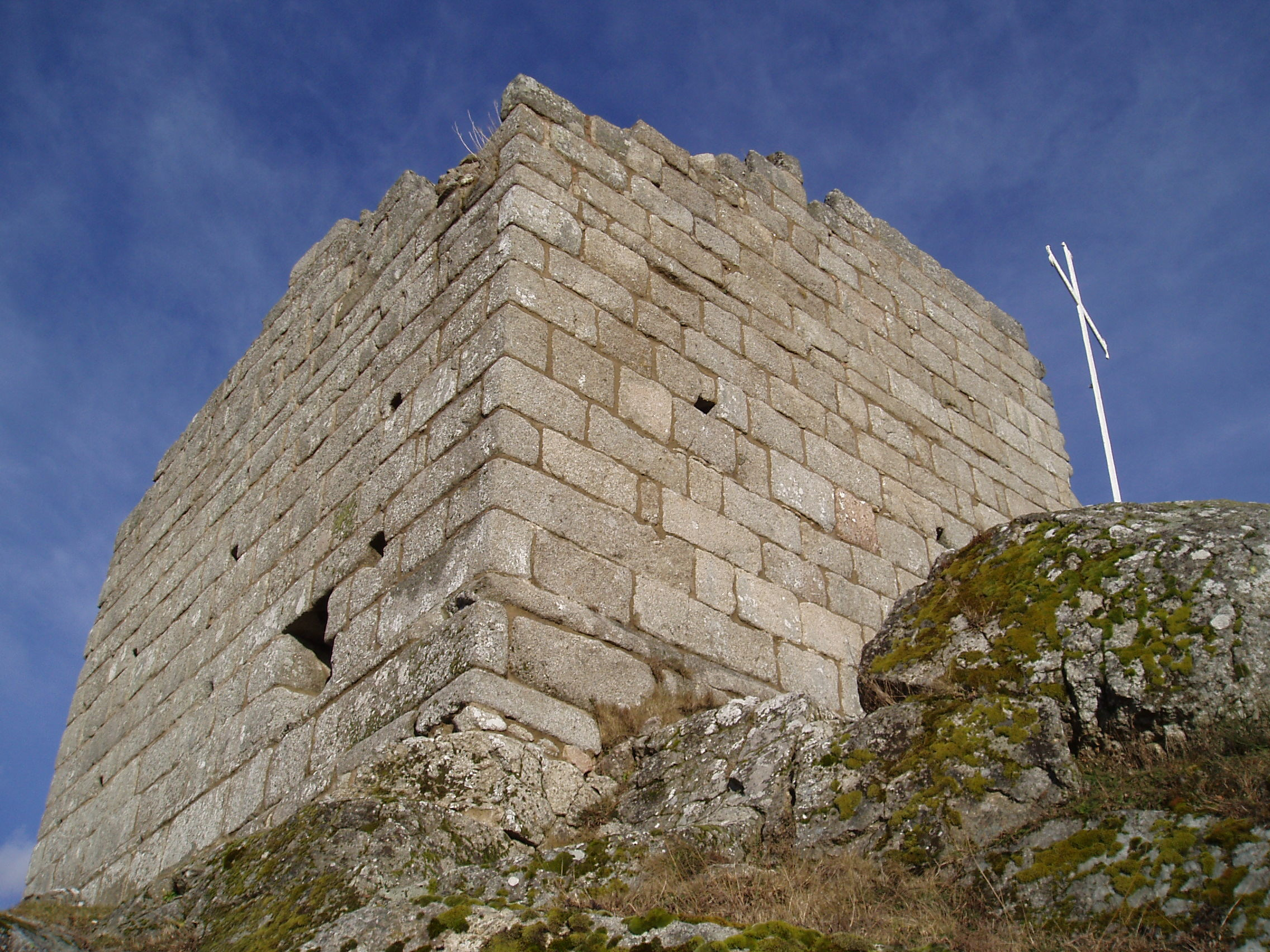
Tour de garde de Sermur